# Пентакль
Пента́кль — талисман в оккультизме, который используется при магических призываниях и обычно изготавливается из пергамента, бумаги, ткани или металла, на котором нарисован магический рисунок. Также могут быть включены символы (иногда на обороте), наиболее распространённым из которых является шестиконечная форма «печать царя Соломона».
Пентакли могут быть пришиты к груди одежды или могут представлять собой плоские предметы, которые свисают с шеи или кладутся плашмя на землю или алтарь. Пентакли почти всегда имеют форму дисков или плоских кругов.
Множество разновидностей пентаклей можно найти в гримуаре под названием «Ключ Соломона». Пентакли также используются в неоязыческой магической религии Викка наряду с другими магическими инструментами. В Герметическом Ордене Золотой Зари и Викке пентакли символизируют элемент земли. В колоде Таро Райдера-Уэйта-Смита 1909 года (пентакли которой были созданы Артуром Эдвардом Уэйтом) и последующих колодах Таро, основанных на ней, а также в Викке пентакли заметно включают в свой дизайн пентаграмму. Эта форма пентакля формируется на диске, который используется либо на алтаре, либо как отдельное священное пространство.

## Определения
Первыми документами, в которых были изображены пентакли, были гримуары 1500-х годов, названные псевдо-Пьетро д’Абано «гептамерон» и «ключ Соломона». В гептамероне только один пентакль, тогда как в ключе Соломона десятки различных пентаклей. Пентакль гептамерона представляет собой гексаграмму, украшенную крестами и буквами, тогда как пентакли ключа Соломона имеют очень широкое разнообразие рисунков, только два из которых являются пентаграмматическими. Это контрастирует с более поздними популярными определениями пентаклей 1900-х годов, в которых утверждается, что пентакли по своей сути пентаграммичны.
Основатель Викки Джеральд Гарднер почерпнул свою концепцию пентаклей во многом из колоды Таро Райдера-Уэйта-Смита 1909 года, в которой пентакли представляют собой диски, покрытые пентаграммой. В книгах «Помощь высшей магии» 1949 года и «Колдовство сегодня» 1954 года Гарднер определил пентакль как «пятиконечную звезду», имея в виду пентаграмму. В своей книге «Значение колдовства» 1959 года Гарднер определил пентакль как синоним «пентаграммы». Среди многих современных виккан существует особое определение «пентакля»: а именно, «пентакль» относится к «пентаграмме», описанной кругом.

## Этимология
Это слово впервые упоминается в английском языке в 1561 году, из более раннего французского использования. Французское слово имело значение «талисман». Французское слово, в свою очередь, происходит от латинизированного слова pentaculum (с использованием латинского уменьшительного суффикса -culum), которое, в свою очередь, происходит от итал. pentacolo.
В более ранних изданиях Оксфордского словаря английского языка (2-е издание, 1989 год) говорилось, что «некоторые связывают это» со среднефранцузским словом «пентаколь» (1328 год) или «пендаколь» (1418 год), драгоценным камнем или украшением, которое носят на шее.

…наиболее вероятно, что оно произошло от итальянского и французского корней pend- «вешать», и поэтому эквивалентно подвеске, висящей на шее. Поскольку одной из форм пентакля была пентаграмма или звезда-пятиугольник, само это слово было связано с греческим pente (пять).— Encyclopedic Theosophical Glossary

## Как магические предметы
Пентакли, несмотря на звучание этого слова, часто не имели значения «пять» в старых магических текстах, а были, скорее, магическими талисманами, на которых был начертан какой-либо символ или характер. Когда они включали фигуры в форме звёзд, это чаще были гексаграммы, чем пентаграммы. Пентакли, показывающие большое разнообразие форм и изображений, появляются в старых магических гримуарах, таких как ключ Соломона. Как резюмирует Агриппа Неттесгеймский, их использование заключалось в том, чтобы «предвидеть все будущее, управлять всей природой, иметь власть над дьяволами и ангелами и творить чудеса». Агриппа приписывает магические подвиги Моисея отчасти его знанию различных пентаклей.